# Montferrati Bonifác
Montferrati Bonifác (1150 k. – 1207. szeptember 4.), Montferrat őrgrófja, a IV. keresztes hadjárat vezetője, a Thesszalonikéi Királyság alapítója és első királya.

## A keresztesek élén
Bonifác családja jó kapcsolatokkal és erős pozícióval rendelkezett a Földközi-tenger keleti medencéjében: legidősebb bátyja, Vilmos volt V. Balduin jeruzsálemi király apja, másik fivére, Konrád a harmadik keresztes hadjárat lovagja, egy harmadik testvére, Rainer pedig I. (Komnénosz) Manuél bizánci császár veje volt, emellett Fülöp svábföldi fejedelem volt az unokatestvére. Mindemellett amikor 1201-ben elhunyt a negyedik keresztes hadjárat vezetésére kiszemelt III. Theobald, Champagne grófja, semmi sem szólt amellett, hogy Bonifácot kellene megbízni a hadvezetéssel, hiszen nem voltak hadi tapasztalatai, inkább a trubadúrok pártfogójaként jeleskedett. (Útjára is elkísérte Raimbaut de Vacqueiras, a dalnok.)
A keresztes sereg a velencei dózse adósa volt, aki biztosította a lovagok számára a flottát, amivel az eredeti elképzelések szerint Egyiptom ellen vonulhattak. A vén Enrico Dandolo utasította a lovagokat, hogy az adósságok fejében térítsék Velence hűségére a lázongó Trieszt, Moglie és Zára városokat.
Sváb Fülöp a trónjáról letett II. (Angelosz) Iszaakiosz császár sógora volt annak nővére, Iréné révén. Miközben a keresztesek Dalmáciában hadakoztak, Bonifác elutazott Svábföldre, unokafivéréhez, ahol találkozott Alexiosz Angelosszal, a bitorló III. Angelosz addig fogságban tartott unokaöccsével, II. Iszaakiosz fiával. A bizánci herceg ígéreteket tett a kereszteseknek és a hadjáratot finanszírozó dózsénak, hogy megtéríti az adósságokat nagy jutalmat ad nekik, ha segítenek neki megszerezni a konstantinápolyi trónt.
Mind Bonifác, mind Alexiosz elutazott Rómába, III. Ince pápa áldását kérni, aki külön figyelmeztette a keresztesek vezérét, hogy ne támadjon keresztényekre, még ha azok bizánciak is. A dalmáciai városok megtámadásán feldühödött egyházfőt a kereszténység újraegyesítésének ígéretével lecsillapították. Ekkorra már egyértelműen a dózse vezette a keresztes hadakat, Bonifác pedig csak a névleges vezére volt a seregnek, amely 1203-ban vitorlát bontott, hogy meghódítsa Konstantinápolyt.

## A Thesszalonikéi Királyság
Konstantinápoly 1204-es eleste után mind a leigázott görögök, mind a keresztes lovagok arra számítottak, hogy Bonifác lesz a Latin Császárság első uralkodója, ám a választást megvétózták a velenceiek, akik úgy ítélték meg, hogy a vezér túl sok bizánci kapcsolattal rendelkezik. Helyette Flandriai Baldvint tették meg császárnak. Bonifác ekkor megalapította a Konstantinápolyi Latin Császárság hűbéres államát, a Thesszalonikéi Királyságot. Krétai területeit hamarosan eladta Velencének.

## Utódlás
Bonifác első felesége Helene di Busca volt, akit 1170 körül vett nőül. Halála után egy fia maradt:
- Vilmos (Guglielmo) (szül. 1170 k.), Montferrat őrgrófja

Bonifác új felesége III. Umberto savoyai, aostai és morianai gróf leánya volt, aki 1202-ben hunyt el gyermektelenül.
Konstantinápolyban vette feleségül Margit magyar hercegnőt, III. Béla király lányát, II. Iszaakiosz császár özvegyét. Egy gyermekük született:
- Demetrius (szül. 1205 k.), Thesszaloniké királya

Bonifác egy bolgár rajtaütésben vesztette életét. Fejét Kaloján cárhoz küldték.